# Annie S. Swan
Annie Shepherd Swan, CBE (8 de julio de 1859 - 17 de junio de 1943) fue una periodista y escritora de ficción escocesa. Escribió principalmente con su apellido de soltera, pero también como David Lyall y más tarde como Sra. Burnett Smith. Escritora de ficción romántica para mujeres, publicó más de 200 novelas, seriales, cuentos y otros relatos de ficción entre 1878 y su muerte. Ha sido considerada "una de las novelistas populares de mayor éxito comercial de finales del siglo XIX y principios del XX". Swan fue políticamente activa durante la Primera Guerra Mundial y como sufragista, activista liberal y miembro fundador y vicepresidente del Partido Nacional Escocés.

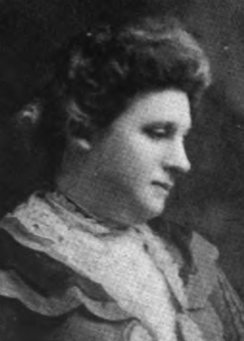
Annie Sheperd Swan, 1905

## Primeros años
Swan nació el 8 de junio de 1859 en Mountskip, Gorebridge, Escocia. Fue una de los siete hijos de Edward Swan (fallecido en 1893), granjero y comerciante, con su primera esposa, Euphemia Brown (fallecida en 1881). Después de que el negocio de su padre fracasara, asistió a la escuela en Edimburgo, y posteriormente al Queen Street Ladies College. Su padre pertenecía a una congregación de la Unión Evangélica, pero ella se convirtió a la Iglesia de Escocia en la edad adulta. Ya había comenzado a escribir ficción continuamente durante su adolescencia.

## Obra literaria
Su primera publicación fue Wrongs Righted (1881), un serial en The People's Friend . Consideró a este periódico como el pilar de su carrera durante mucho tiempo, aunque contribuyó a muchos otros.
La novela que estableció definitivamente su reputación fue Aldersyde (1883), un romance ambientado en la frontera escocesa que recibió críticas favorables. Swan recibió una carta autografiada de agradecimiento de Lord Tennyson. El primer ministro William Ewart Gladstone escribió a The Scotsman que lo consideraba "hermoso como una obra de arte" por sus "bocetos verdaderamente vivos del carácter escocés".
Éxitos posteriores como The Gates of Eden (1887) y Maitland of Lauriston (1891) tenían una deuda con la ficción de Margaret Oliphant, quien se encontraba entre sus críticos, y acusaba a las novelas de Swan de presentar una descripción estereotipada y poco realista de Escocia. En una reseña de Carlowrie (1884), Oliphant llegó a decir que Swan "presentaba una visión completamente distorsionada de la vida escocesa". Debido a su dominio sobre la evista Women at Home, el editor en jefe WR Nicoll a menudo la llamaba Annie Swan's Magazine. Fue la editora de la revista desde 1893 hasta 1917. Mientras escribía para el British Weekly, conoció a SR Crockett y JM Barrie, cuyo trabajo como el suyo recibió el poco halagador epíteto kailyard, una alusión a su provincianismo y sentimentalismo. 
En 1898, Swan ya había publicado más de 30 libros, principalmente novelas, muchas de ellas publicadas como series. También escribió poesía, cuentos y libros sobre consejos, política y religión. En 1901, The Juridical Review informó que los libros de Swan eran los preferidos por las reclusas en las prisiones irlandesas. En 1906, fue reseñada en Notables mujeres autoras del día de Helen Black. Se la nombra como la novelista favorita de la novia de William Morel, Lily, en Sons and Lovers (1913) de DH Lawrence.

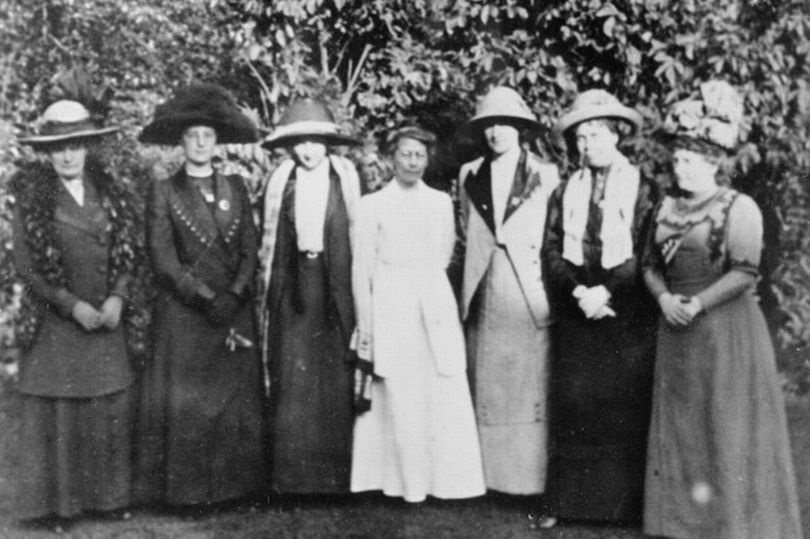
Helen Crawfurd, Janet Barrowman, Margaret McPhun, A. A. Wilson, Frances McPhun, Nancy A. John y Annie Swan.

Swan usó su apellido de soltera durante la mayor parte de su carrera, pero ocasionalmente utilizó los seudónimos David Lyall y Mrs Burnett Smith. Fue una oradora respetada involucrada en causas sociales y políticas, como el movimiento por la Templanza . Escribió libros y novelas sobre el movimiento sufragista en Gran Bretaña, a menudo bajo el seudónimo David Lyall, como Margaret Holroyd: or, the Pioneers (1910). La novela usó historias interconectadas alrededor de una joven sufragista, Margaret Holroyd, abordando problemas reales que enfrentaban las sufragistas, como la desaprobación de familiares y amigos, el miedo a hablar en público, el agotamiento físico y  los dilemas éticos en una atmósfera rebelde y en ocasiones militante.
A partir de 1924, Swan publicó otro semanario de centavo, The Annie Swan Annual . También escribió varias novelas populares en este momento, incluidas The Last of the Laidlaws (1920), Closed Doors (1926) y The Pendulum (1926).  Después de la muerte de su esposo en 1927, Swan regresó a Escocia y se instaló en Gullane, East Lothian. En 1930 recibió un CBE por su contribución a la literatura. Permaneció activa en política, convirtiéndose en miembro fundadora del Partido Nacional Escocés y su vicepresidenta.

## Vida personal
Swan se casó con el maestro de escuela James Burnett Smith (1857-1927) en 1883. Vivieron inicialmente en Star of Markinch, Fife, donde se hizo amiga del teólogo escocés Robert Flint y de su hermana. Se mudaron dos años más tarde a Morningside, Edimburgo, donde Burnett Smith se convirtió en estudiante de medicina, y en 1893 a Londres, donde nacieron sus dos hijos, Effie (1893-1973) y Eddie (nacido en 1896). 
En Londres se hicieron amigos y vecinos de la escritora Beatrice Harraden, y posteriormente de Joseph y Emma Parker en Hampstead. La familia se mudó a Hertford en 1908, donde su hijo Eddie murió en un accidente de tiro en septiembre de 1910. 
La autobiografía de Swan, My Life, apareció en 1934 y se reimprimió seis veces en un año. Su último trabajo publicado fue un artículo para Homes and Gardens, "Testament of Age", en marzo de 1943. Una colección de su correspondencia personal, The Letters of Annie S. Swan (1945), editada por Mildred Robertson Nicoll, apareció dos años después de su muerte.

## Vida pública
Durante la Primera Guerra Mundial, Swan renunció a su cargo editorial y se ofreció como voluntaria para el esfuerzo de guerra británico. Fue a Francia en una gira para levantar la moral y también trabajó con refugiados belgas. Swan visitó los Estados Unidos en enero de 1918 y nuevamente después del armisticio a fines de año. Allí conoció a Herbert Hoover, entonces jefe de la Administración de Alimentos de los EE. UU. y dio una conferencia sobre la necesidad de conservar los alimentos en el frente interno estadounidense, e informó al público estadounidense sobre las contribuciones de Gran Bretaña durante la guerra. Para la ocasión se escribieron dos obras de éxito, Getting Together de John Hay Beith y The Better 'Ole de Bruce Bairnsfather. Mientras estuvo en los Estados Unidos, también escribió un libro sobre las diferencias culturales entre las mujeres en Gran Bretaña y los Estados Unidos titulado Como otros la ven: las impresiones de una mujer inglesa sobre la mujer estadounidense en tiempos de guerra (1919).
Swan fue una activa liberal durante toda su vida y se convirtió en una conocida sufragista. Poco después de que la Ley de Representación del Pueblo de 1918 otorgara el voto a las mujeres en Gran Bretaña, ella fue la primera candidata femenina presentándose sin éxito a la división Maryhill de Glasgow en las elecciones generales de 1922. De 32 candidatas presentadas en toda Gran Bretaña en esa elección general, solo dos fueron elegidas.
Después de su derrota, la Women's Freedom League afirmó que Swan y otras candidatas habrían sido elegidas bajo un sistema de representación proporcional como los de Irlanda, Holanda y Alemania. También fue miembro fundadora y exvicepresidenta del Partido Nacional Escocés.

## Vida posterior y fallecimiento
El esposo de Swan murió en 1927, y ella y su hija se mudaron a Gullane, East Lothian. Fue nombrada CBE en los Honores de cumpleaños de 1930 por sus servicios literarios y públicos. Murió de una enfermedad cardíaca en su casa de Gullane, el 17 de junio de 1943, a los 80 años. 

## Estudios sobre su obra
En el tiempo transcurido desde su muerte, los historiadores literarios han estudiado poco su vida o su obra. Artículos como "Annie S. Swan - Forerunner of Modern Popular Fiction" de Edmond Gardiner (1974) y "A Cursory of Inspection to Annie S. Swan" (1990) de Charlotte Reid han apuntando sus contribuciones literarias. Varias de sus novelas han reaparecido impresas.

## Otras lecturas
- Margaret Beetham, A Magazine of Her Own?: Domesticity and Desire in the Woman's Magazine, 1800-1914. London: Routledge, 1996. ISBN 0-415-04920-2
- Browning, DC; Cousin, John W (1969). Everyman's dictionary of literary biography. London: J. M. Dent & Sons.
- David Finkelstein and Alistair McCleery. The Edinburgh History of the Book in Scotland: Professionalism and Diversity, 1880–2000. Edinburgh: Edinburgh University Press, 2007 ISBN 0-7486-1829-5
- Edmond F. Gardiner, "Annie S. Swan – Forerunner of Modern Popular Fiction", Library Review, 24.6 (1974)
- Charlotte Reid, "A Cursory Visit of Inspection to Annie S. Swan", Cencrastus No. 38, Winter 1990/91, pp. 28–31, ISSN 0264-0856

- Datos: Q4769426
- Multimedia: Annie S. Swan / Q4769426